# Директива 67/548/ЕЭС
Директива 67/548/EЭC, официальное название Директива 67/548/ЕЭС Совета ЕС от 27 июня 1967 г. «о сближении законодательных, регламентарных и административных положений, касающихся классификации, упаковки и маркировки опасных веществ» (англ. Directive 67/548/EEC of 27 June 1967 on the approximation of laws, regulations and administrative provisions relating to the classification, packaging and labelling of dangerous substances) — нормативный акт, которым регулировались отношения возникающие в рамках соблюдения химической безопасности, а также устанавливающий требования по классификации, упаковке и маркировке опасных веществ и препаратов. Документ был принят 27 июня 1967 года в Брюсселе Европейским советом и вступил в силу 29 июня 1967 года.

## История создания
По состоянию на 1967 год в составе Евросоюза находилось шесть государств: Бельгия, Германия, Италия, Люксембург, Нидерланды, Франция. Каждое из этих государств регулировало порядок производства, обращения, классификации и маркировки по собственному усмотрению. Главной идеей принятия единого обобщающего документа стало устранение различий между национальными положениями в отношении классификации, упаковки и маркировки опасных веществ, что препятствовало торговле этими веществами и препаратами на внутреннем рынке. При этом предусматривалось, что разного рода вещества которые являются опасными и импортировались в третьи страны, не подпадали под действие норм Директивы. Новый правовой акт, который регламентировал отношения возникающие в рамках соблюдения химической безопасности, а также минимизировал противоречия между национальными законодательствами и требованиями Евросоюза был принят 27 июня 1967 года и получил название — Директива 67/548/ЕЭС Совета ЕС от 27 июня 1967 г. «о сближении законодательных, регламентарных и административных положений, касающихся классификации, упаковки и маркировки опасных веществ». Документ вступил в силу достаточно быстро — 29 июня 1967 года. В дальнейшем Директива претерпела 7 изменений.
После того, как 16 декабря 2008 года был принят Регламент Европейского парламента и совета 1272/2008/EC «по классификации, маркировке и упаковке веществ и смесей, вносящий изменения и отменяющий Директивы 67/548/EЭC и 1999/45/EC и вносящий изменения в Регламент 1907/2006/EC (REACH)», Директива 67/548/EЭC утратила силу.

## Характеристика документа

### Структура
- Преамбула (Whereas);
- Ст. 1-11 (Articles 1-11);
- Приложение I (Annex I)[1]

### Задачи
Директива 67/548/ЕЭС была разработана и принята для выполнения двух главных задач: во-первых, устранение противоречий, которые создавали препятствия для торговли опасными веществами на внутреннем рынке ЕС; во-вторых создание свода правил направленных на защиту населения и, в частности, работников, использующих такие вещества и препараты. Отдельными статьями Директивы вводился порядок для единой системы классификации, маркировки и упаковки опасных веществ.